# بوريس ساندوفال
بوريس ساندوفال (بالإسبانية: Boris Sandoval)‏ (23 مارس 1987 بكونثبثيون في تشيلي - ) هو مدرب كرة قدم ولاعب كرة قدم تشيلي في مركز الدفاع. لعب مع سانتياغو واندررز ونادي أوسترس وهواتشيباتو وديبورتيفو نوبلينس ‏ وديبورتيس نافال ونادي كوبريلوا ورينجرز دي تالكا.

## وصلات خارجية
- بوريس ساندوفال على موقع اتحاد السويد (السويدية)
- بوريس ساندوفال على موقع قاعدة بيانات كرة القدم.إي يو (الإنجليزية)
- بوريس ساندوفال على موقع Soccerway.com (الإنجليزية)
- بوريس ساندوفال على موقع AS.com (الإسبانية)